# Heinrich I. von Hornberg
Heinrich I. von Hornberg († 26. September 1190 oder 26. September 1191) war Bischof von Basel.

## Leben
Heinrich stammte wohl aus dem Geschlecht der Edelherren von Hornberg aus Württemberg, nach anderer Quelle möglicherweise aus dem elsässischen Geschlecht der Horburg. Zunächst Mönch im Kloster Lützel, war er ab 1180 Bischof von Basel. Heinrich I. bemühte sich, die unter seinem Vorgänger Ludwig von Froburg zerstreuten Güter des Basler Domkapitels zurückzuerlangen. Er schränkte ferner die Rechte des Basler Domkapitels ein. Nachdem 1185 das Basler Münster niedergebrannt war, begann Heinrich mit dem Wiederaufbau und erweiterte zudem die Stadtmauer.
Nachdem er 1190 Lüthold von Aarburg zu seinem Stellvertreter ernannt hatte, schloss Heinrich sich dem Dritten Kreuzzug an. Er starb auf der Heimreise, während das Schiff sich auf See befand.